# Álex da Rosa
Álex Rodrigo da Rosa Dornelles, più noto solo come Álex da Rosa (Santiago, 1º giugno 1976), è un ex calciatore brasiliano naturalizzato boliviano, di ruolo centrocampista.

## Carriera

### Nazionale
Il 1 aprile 2009 segna il gol del momentaneo 3-1 nella sfida poi vinta per 6-1 contro l'Argentina, valida per le qualificazioni al mondiale sudafricano del 2010